# Lebanon Seltzers
I Lebanon Seltzers sono stati una franchigia di pallacanestro della EPBL, con sede a Lebanon, in Pennsylvania, attivi tra il 1952 e il 1954.
Vennero fondati nel 1952 e disputarono una stagione nella EPBL prima di trasferirsi a Pottsville, come Pottsville Bolognas. Dopo 11 partite si trasferirono nuovamente a Lebanon, riprendendo il vecchio nome. Fallirono prima della fine della stagione.

## Stagioni
| Stagione | Lega | Denominazione                        | V | P  | %    | Piazzamento | Play-off |
| -------- | ---- | ------------------------------------ | - | -- | ---- | ----------- | -------- |
| 1952-53  | EPBL | Lebanon Seltzers                     | 5 | 15 | 33,3 | 6º          | -        |
| 1953-54  | EPBL | Pottsville Bolognas/Lebanon Seltzers | 4 | 26 | 13,3 | 6º          | -        |